# Joan Soler i Foyé
Joan Soler i Foyé (Manresa, Bages, 1 de juny de 1962 − Barcelona, 8 de febrer de 2014) fou un cineasta català. Va guanyar un Goya al millor curtmetratge documental el 2004 pel documental Los niños del Nepal i fou fundador del Fecinema, el Festival de Cinema Negre de Manresa.
Fill d'una família de coneguts comerciants manresans del sector del tèxtil. Va estudiar direcció cinematogràfica al Centre d'Estudis Cinematogràfics de Catalunya. Va ser el principal impulsor del Festival internacional de cinema negre de Manresa, que va dirigir fins al 2007. També va ser president de la coordinadora de Festivals de Cinema i Vídeo de Catalunya entre 2005 i 2009.
Amb la seva pròpia productora, Cinefilms Productions, Soler va dirigir una quinzena de documentals i es va especialitzar en els de temàtica social i històrica com El camí dels somnis, La vida de Allah Bakhs, La ciutat de Placido o Jorba. El 2004 va guanyar el Goya al millor curt documental per Els nens del Nepal, juntament amb Javier Berrocal. Per rodar el curt viatgen al Nepal per visitar la Daleki School de Katmandú, dirigida per Vicky Xerpa, que té com a funció protegir i donar una vida digna als fills de famílies sense recursos. Dos anys després va ser nominat als Goya per Abandonati.
Els últims treballs de Joan Soler van ser els documentals Terrissa Negra, un encàrrec de la Fundació Martí l'Humà rodat a Serra de Daró (Baix Empordà), i La casa de la felicitat, rodada en un orfenat del sud de l'Índia. Ambdós es van estrenar l'abril del 2013 al Teatre Kursaal de Manresa.
Soler es va presentar també a la política municipal en les eleccions del 2011 al capdavant de Manresans, però no va aconseguir representació.

## Premis i nominacions
Premis
- 2004: Goya al millor curtmetratge documental per Los niños del Nepal

Nominacions
- 2007: Goya al millor curtmetratge documental per Abandonatii